# Миколаївська церква (Присліп)
Миколаївська церква (Присліп)  —  діюча церква в селі Присліп, Міжгірської селищної громади, Закарпатської області, пам'ятка архітектури національного значення (№ 222).

## Історія
Церква Святого Миколая була побудована з смерекових брусів, освячена в 1797 році (датовано за написом на одвірку): 
| "За благословением отця соизволениемъ сина, споспіше \| ствімъ стаго дха, создася освященая церковь сия \| року бжия 1797 дня.".[1] |
За переказами місце для церкви було вибрано внаслідок хитрощів, коли мешканці горішньої частини села зняли хрест з старої церкви і закопали його на місці, яке їм подобалось, а інші мешканці села побачивши цей "знак" погодились її побудувати на цьому місці. Вважається, що церкуву побудували ті ж майстри, які пізніше побудували Церкву Введення в храм Пресятої Богородиці в сусідньому селі Торунь. Церкву реставрували в 1968 році.

## Архітектура
Церква побудована з смерекових брусів, тризрубна з баштою над бабинцем. Була покрита гонтом. З нагоди 200-річчя церква була оббита бляхою (дах та опасання), стіни пофарбовані в жовтий колір. Зруб нави більший і квадратний, а зруби бабинця та вівтаря мають прямокутну форму. До бабинця примикає двоярусна каркасна галерея, наразі засклена. Над бабинцем розташована вежа, яка опоясана дахом - "фартухом", який переходить в двоскатний високий дах нави, а вівтар покритий нижчим двоскатним дахом. Башта є каркасною з голосниками у формі аркади та багатоярусним куполом барокової форми. Опасання оточує церкву з усіх сторін та розташоване на вінцях зрубів. Нава та вівтар мають коробове склепіння, а бабинець — плоске склепіння. В наві на східній частині церкви влаштовані хори. В середині церкви зберігся позолочений до річниці храму іконостас, датований 1759 роком, розмальований з використанням світлотіньового моделювання складок одежі та облич, а також ікони, які ймовірно походять з старішої церкви, датовані  першою половиною XVII ст. Кілька ікон у кіотах (“Благовіщення”, “Трійця” та «Розп’яття») датуються 1729 роком. Ікони розписували як професійні художники, так і народні майстри. В інтер'єрі та екстер'єрі церкви спостерігається декоративна різьба по дереву (стовпчики ґанку, випуски вінців зрубів, арочки верхніх і нижніх голосниць, двері й одвірок).
На іконостасі є напис, який свідчить про осіб, завдяки яким його споруджено:
| "Сей иконостан сооружилъ рабъ бжіи Олекса Головчинъ и за старанімъ свщеннаого ерея отца Василия и Федіръ на поливицю Лазарівъ и со женами своими и со чади своими и за свое отпуще[ние] гріховъ и за преставшихъся родичовъ.".[1] |
Написи на іконах свідчать, що окремі з них написані в першій половині XVIII ст., а саме на іконі “Благовіщення”:
| "…сооружі рбъ бжи Алексей Зятюкъ \| со женою своею за отп. гріх. св. р.б. АΨЛЗ (1737) мця мая дня И (8).".[1] |
А також напис на другій іконі “Благовіщення”:
| "… сооружіли сщенни їерей Андрей со женою своею на імя \| Маріею за здравіе и за отпущеніе гріховъ своихъ ро бо АΨЛS (1736) мця апля дня Д (4).".[1] |
Жертовник в церкві був збудований в 1754 році, про шо свідчить відповідний напис:

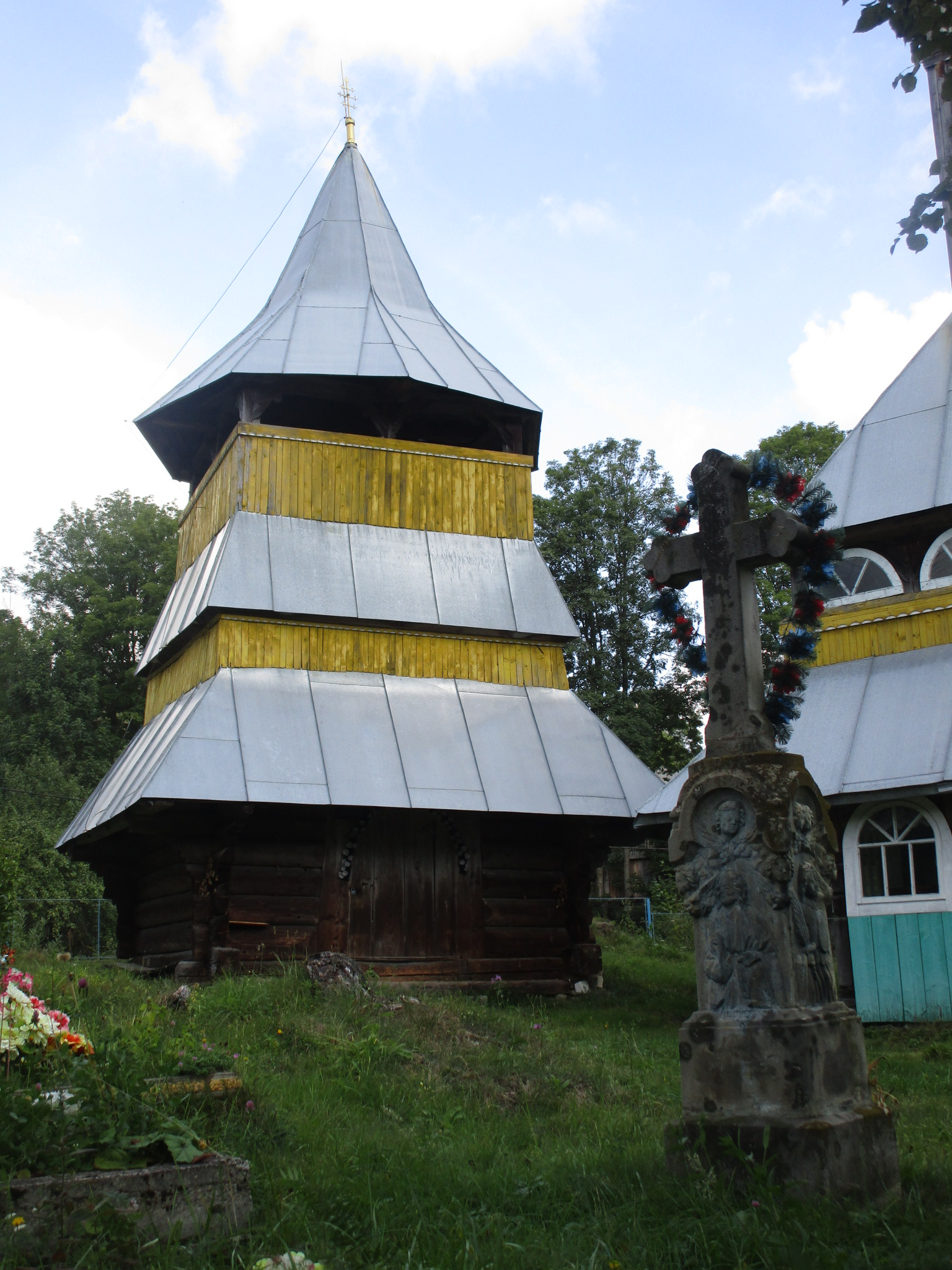
Дзвіниця

| "…року бжїя АΨНД (1754) місяця дня ИІ (18) ноєбря.".[1] |

## Дзвіниця
Коло церкви розташована двоярусна дзвіниця. Нижній ярус споруджений зі зрубу, вкритий опасанням, а верхній - каркасний з опасанням та восьмисхилим шатровим верхом. На другому ярусі сформовані голосницями в формі аркади.

## Див також
- Церква Введення в храм Пресятої Богородиці (Торунь);
- Церква святого Миколи Чудотворця (Ізки);
- Церква Святого Духа (Колочава);
- Церква Введення Пресвятої Богородиці (Розтока);
- Церква Різдва Пресвятої Богородиці (Пилипець).